# Piedad florentina
Piedad florentina, llamada también Piedad Bandini, del Duomo, de las cuatro figuras o Deposición, es una escultura en mármol que representa una variante de las tipologías iconográficas de la Pietà ("piedad") y de la Deposición de Cristo, realizada por Miguel Ángel y conservada en el Museo dell’Opera del Duomo en Florencia.

## Historia
La escultura tiene una medida de más de dos metros de altura, y fue empezada hacia el año 1550 y realizada en Roma, donde el artista tenía su residencia habitual desde 1534. Representa el cuerpo de Cristo sostenido por Nicodemo, abrazado por la Virgen María y a la izquierda del grupo, María Magdalena. En el rostro de Nicodemo el artista realizó su propio autorretrato. En esta época ya Miguel Ángel estaba muy influido por su profundo pensamiento religioso, y este grupo escultórico lo realizó con el deseo que fuera colocado en su sepultura en la basílica de Santa María la Mayor en Roma.
La escultura la vendió Miguel Ángel a Francesco Bandini por doscientos escudos, ya que cambió de opinión y decidió ser enterrado en Florencia. La escultura estuvo en la villa romana de Francesco Bandini hasta su traslado y colocación en la iglesia de San Lorenzo de Florencia por Cosme III en 1674. Allí estuvo hasta que en el año 1722 fue transferida a Santa María del Fiore y finalmente desde 1960 se expone en el museo de la catedral.

## Análisis de la obra

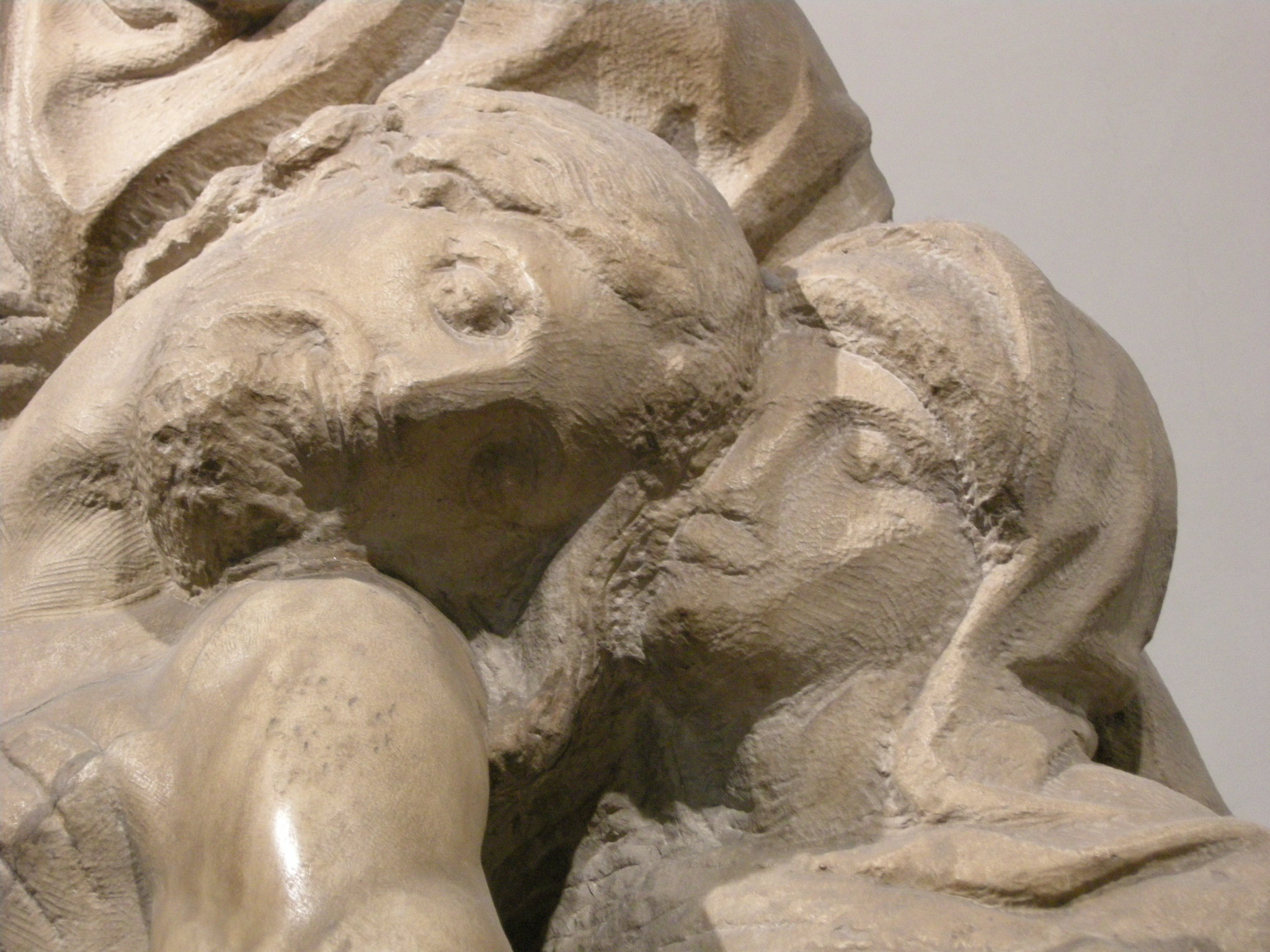
Detalle de la Piedad.

A diferencia de la serenidad que representó en su primera realización de la Piedad del Vaticano, en esta demuestra su estado anímico presentando el dramatismo de la muerte con la angustia en los personajes. Los representan dentro de una composición piramidal, el Cristo se muestra como una figura "serpentinata" propia del manierismo. Tolnay lo ha interpretado alegóricamente:

Una vez más se patentiza el simbolismo de los lados: el derecho, donde se halla la Magdalena, es el de la Vida, y el izquierdo, donde está María, es el de la Muerte. Personificando a la divina Providencia, Nicodemo, como el sacerdote en unos esponsales, completa con profunda emoción la reunión de la Madre y el Hijo, tan deseada por María, El dolor por la muerte ha sido superado: los personajes vivos están invadidos del mismo sentimiento de beatitud que se lee en los serenos rasgos de Cristo muerto. Los cuerpos individuales se funden uno en otro, compenetrándose íntimamente como los sentimientos de los personajes. Esta nueva concepción de la Piedad  es una demostración de que Miguel Ángel se ha reconciliado con la idea de la muerte, a la que ve ahora como la suprema liberación del alma.

Miguel Ángel insatisfecho por su obra, empezó a destruirla siendo detenido por su criado, aún actualmente es posible ver algunas roturas en el cuerpo de Cristo en el brazo y en la pierna izquierda y en los dedos de la mano de la Virgen. La figura de la Magdalena, a la izquierda del grupo, fue terminada por Tiberio Calcagni, alumno y amigo de Miguel Ángel, resaltando del resto del grupo por su dimensión más pequeña.
Sobre la ruptura de la escultura Vasari escribió:

...puede que porque la piedra era dura y llena de esmeril y el cincel sacaba chispas de ella, o quizá porque su autocrítica era tan severa, que nunca estaba contento con nada de lo que hacía... Tiberio Calcagni le preguntó por que había roto la Piedad y perdido todos sus maravillosos esfuerzos. Miguel Ángel le respondió que una de las razones era porque su criado le había importunado con sus sermones diarios para que la terminara y otra porque se había roto una pieza del brazo de la Virgen. Y todo esto, dijo, así como otras desgracias, incluyendo el descubrimiento de una grieta en el mármol, le habían hecho odiar la obra, había perdido la paciencia y la había roto.

## Otras Piedades de Miguel Ángel

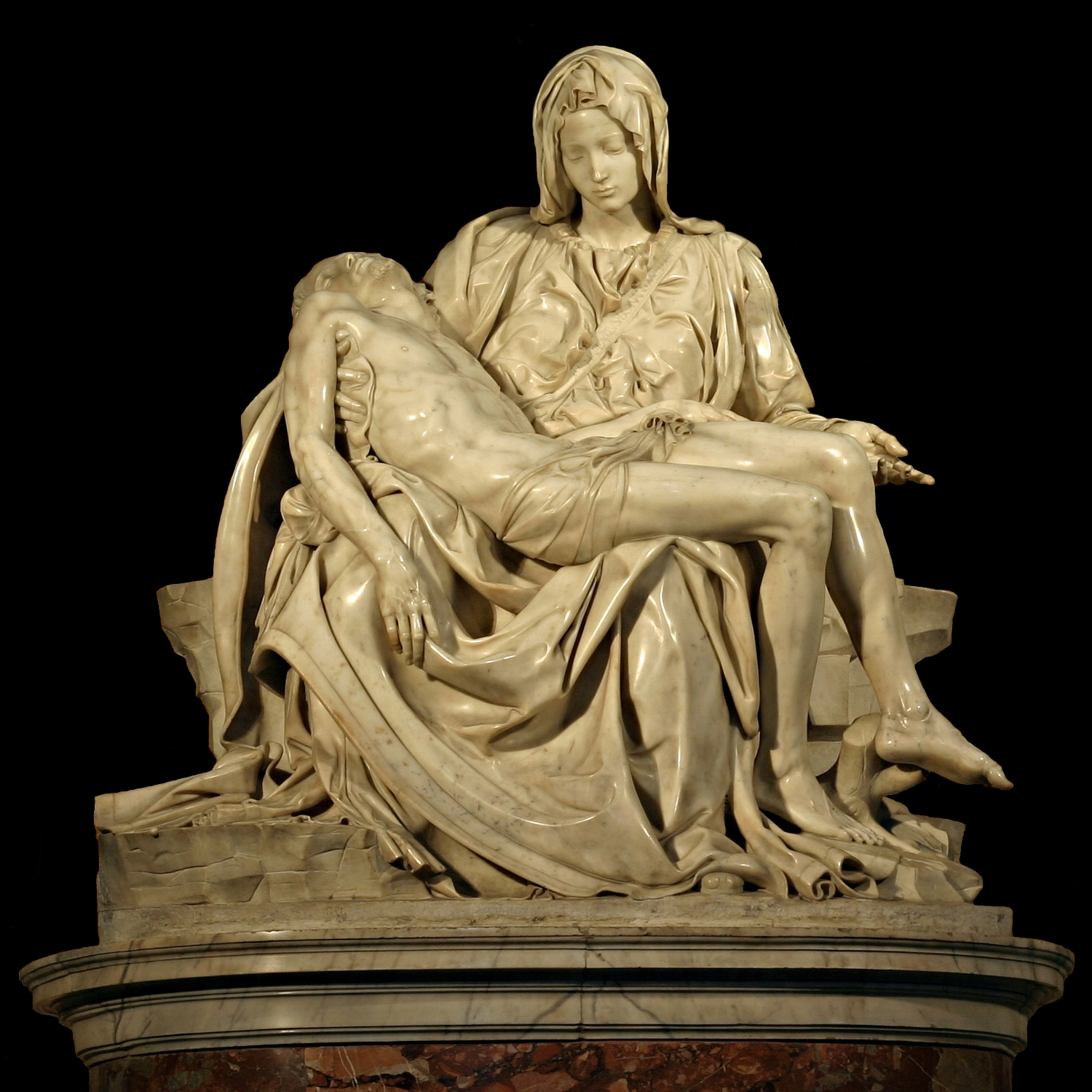
Piedad del Vaticano.
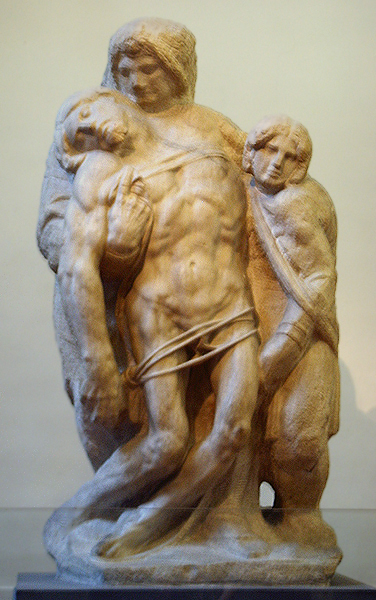
Piedad Palestrina.
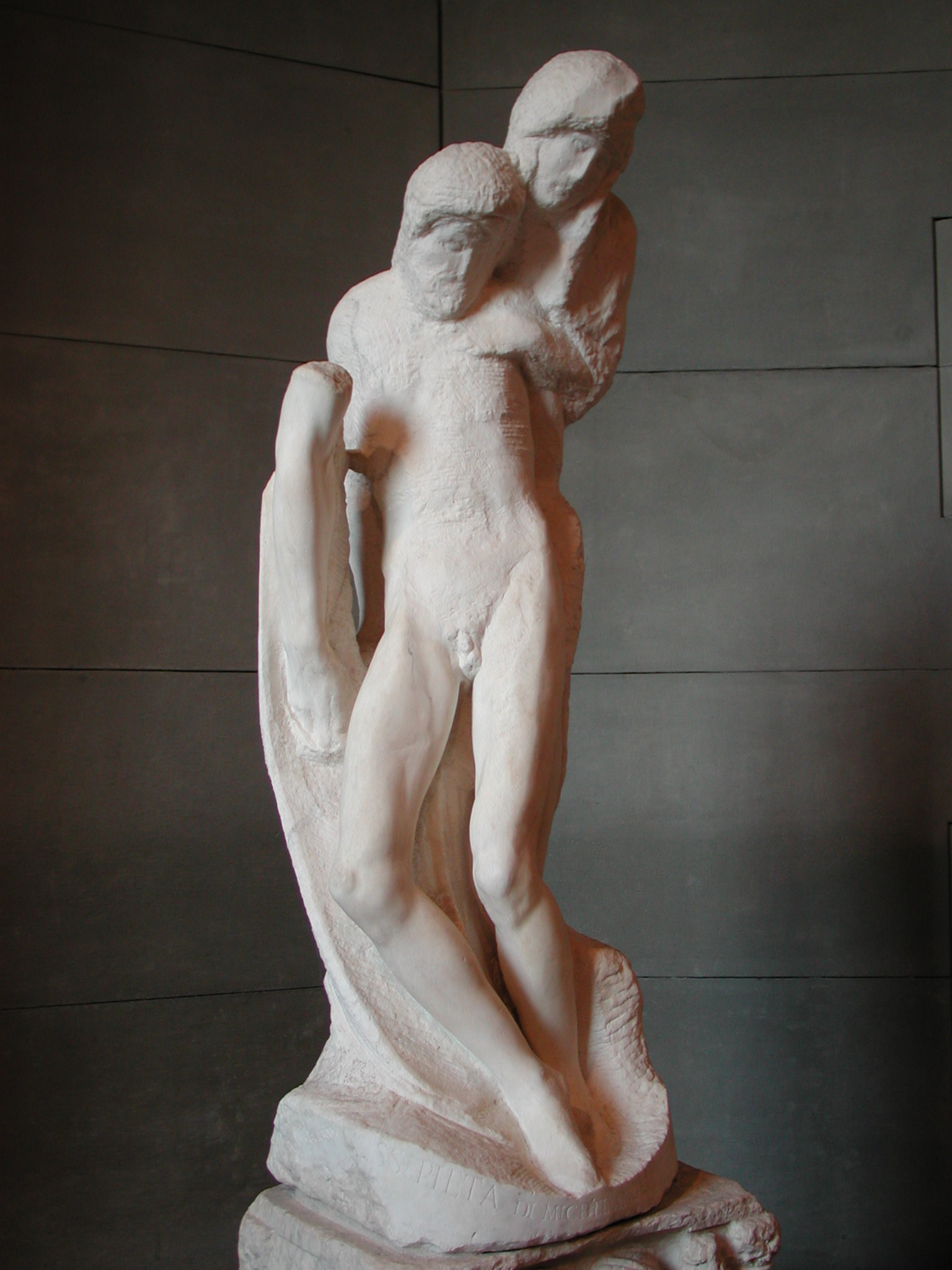
Piedad Rondanini.